# Supersłodkie urodziny
Supersłodkie urodziny to program rozrywkowy, który polega na obserwowaniu nastolatków, którzy mogą zrobić wszystko aby ich własna impreza urodzinowa okazała się wydarzeniem sezonu. Rodzice bohaterów danego odcinka spełniają wszystko, co chcą ich dzieci, nawet jeśli oznacza to zaproszenie na imprezę znanej gwiazdy czy wynajęcie helikoptera.